# Tavares (Paraíba)
Tavares é um município brasileiro do estado da Paraíba, localizado na Região Geográfica Imediata de Princesa Isabel. De acordo com o IBGE (Instituto Brasileiro de Geografia e Estatística), no ano de 2022 sua população era estimada em 14 759 habitantes. Sua área territorial é de 239 507 km². Distante por rodovia 420  km da Capital João Pessoa e a 140  km da cidade de Patos, sede regional.

## História
A história do município remonta ao século passado quando o Pe. Francisco Tavares, chegou a região, então habitada por umas 8 de famílias. Ao examinar a fertilidade da terra e suas condições climáticas de um sertão promissor, resolveu fazer paradeiro nesse lugar e lutar pelo ideal de povoar uma vila.
Por volta de 1870, confrontou-se com o senhor Major Florentino, da região do Mixila (Sítio), que tivera, também, o propósito de formar um vilarejo na região de origem, contra as bênçãos e as ideias do padre, chegando a fundar uma feira livre lá no referido sítio, apressando, dessa maneira, a ação criadora do padre que, debaixo de um Juazeiro, bem no centro de Campina (local onde hoje fica a rua principal) celebrou a primeira missa e edificou um altar improvisado de varas, elevando ao mesmo tempo a imagem do arcanjo São Miguel, que posteriormente recebera do proprietário local, Sr. Manoel Antônio do Nascimento, o qual doou, ainda, quatro hectares de terra como primeiro patrimônio da paróquia de São Miguel. Tal fato teria se dado em 4 de fevereiro de 1874, quando o povoamento do sítio Campina contava apenas com duas residências: uma na fazenda Casa Nova e outra na Lagoa dos Paulinos.
Para celebrar o seu povoamento o padre Francisco Arcoverde Tavares edificou uma capela com a imagem de São Miguel, na condição de Padroeiro, o qual ficou sendo homenageado por nove noites seguidas, nas segunda quinzena do mês de Setembro.
A escolha de São Miguel Arcanjo como padroeiro da cidade teria sua razão numa homenagem póstuma, prestada ao filho do doador da imagem e do patrimônio da paróquia, que se chamava Miguel e que teria sido devorado por uma onça nas proximidades da lagoa dos Paulinos. Quanto ao nome Tavares, o mesmo seria uma homenagem ao sacerdote Francisco Tavares, pelos seus relevantes feitos.
Com a chegada do Padre, foi edificada uma capela em homenagem ao arcanjo São Miguel, atual padroeiro. O município alcançou sua independência político-administrativa, através do Projeto de Lei n.º 2.150, em 10 de Setembro de 1959, sendo que, sua emancipação política e administrativa ocorreu em 17 de Novembro de 1959.

## Geografia

### Relevo
Em termos de relevo a cidade localiza-se no Maciço de Teixeira, denominado como zona fisiográfica do Sertão Alto, uma área cristalina elevada de constituição granítica e gnáissica, no centro-sul do município e de constituição filítica e xística, na porção Norte e Noroeste. O município conta com uma altitude de 724 metros, apresentando topografia irregular de relevo forte ondulado e montanhoso na porção norte, tornando-se ondulado na parte central e forte ondulado no Sudeste. Destacam-se a Serra do Cedro e a Serra do Capitão do Norte e Noroeste e, a Serra Vermelha no Sudeste.

### Vegetação
A vegetação originária do município era dominada pelas Caatingas que são formações vegetais de porte variáveis, caducifólias de caráter xerófilo com grande quantidade de plantas espinhosas e que possuem formas comuns de resistência à carência de água. Tal vegetação divide-se em dois tipos:
1.Caatinga hipoxerófila – que predomina nas regiões centro-sul e sudeste, denominada como Caatinga de clima menos seco. Apresenta-se densa e com porte arbóreo, estando a frequência de cactáceas baixas e bromeliáceas restritas às áreas mais pedregosas e rochosas;
2.Caatinga hiperxerofila – predominante na porção Norte e Noroeste do município, caracterizada por apresentar grau mais acentuado de xerofitismo. Sua formação é densa e de porte arbóreo baixo ou arbóreo-arbustivo, com pouca concentração de cactáceas e bromeliáceas.
As espécies mais encontradas são: Imburana-de-cheiro (Leguminosae), Mororó (Leguminosae), Catingueira (Leguminosae), Canafistula (Leguminosae), Umbunzeiro (Anacardiaceae), Aroeira (Anacardiaceae), Braúna (Anacardiaceae), Juazeiro (Rhamnaceae), Mandacaru (Cactaceae), Facheiro (Cactaceae) e Jurema (Leguminosae).

### Hidrografia
O município está localizado na bacia hidrográfica do rio Piancó, sendo cortado por vários ribeirões, dentre eles: Tavares, Canoas, Arara, Mocambo, Catingueira etc.

### Clima
O município está incluído na área geográfica de abrangência do semiárido brasileiro, definida pelo Ministério da Integração Nacional em 2005. Esta delimitação tem como critérios o índice pluviométrico, o índice de aridez e o risco de seca.
Apresenta clima quente e semiárido, com chuvas de verão-outono e um período de estiagem de cinco a sete meses, apresentando uma precipitação pluviométrica média anual de 778,2 mm, sendo que o período chuvoso compreende, geralmente, os meses de fevereiro a junho, quando, então, se inicia a estação seca, a qual perdura até o mês de novembro, época das primeiras trovoadas. A temperatura média anual varia entre 22 e 23 °C, sendo registradas temperaturas mínimas mensais de 17°C e máximas mensais de 27°C, sendo, geralmente, junho e julho os meses mais frios e dezembro e janeiro os mais quentes.

### População
Os dados dos últimos censos do Instituto Brasileiro de Pesquisa e Estatística – IBGE, apontam que a população majoritária habita as áreas ‘oficialmente’ rurais do município, muito embora, desde a década de 80 do século XX, se observe um declínio desta população e, concomitantemente, o crescimento da população que reside nas áreas urbanas, movimento este que acompanha a tendência regional e que está relacionado à busca de bens e serviços como postos médicos, escolas, bancos etc.; por parte da população rural.
Ainda de acordo com dados do IBGE (Censo Agrícola – 95), o município apresenta uma elevada concentração de imóveis rurais, 99,9%, cujas áreas são inferiores a cinco hectares (gráfico 2), os quais ocupam apenas 0,24 % de toda área municipal, o que nos permite perceber que a concentração de terras, como no restante do país, é um dos problemas que afeta diretamente os pequenos agricultores, que, dessa forma, são “obrigados” a estabelecerem relações de parcerias com médios e grandes proprietários, visando assegurar a produção familiar.
A pirâmide social no município é assim composta: abaixo, estão os pobres, os despossuídos, os moradores das pontas de ruas; são mulheres chefes do lar, cujos maridos não mais existem, seja por motivo de morte, seja por abandono da casa: são lavadeiras, engomadeiras, as que buscam sustento para si e para os filhos que ficaram, “ajudando” nas casas de “família”, são pais de famílias que vivem do alugado, do bico: ajudante de pedreiro; vendedores de ovos, galinhas;  carrinhos de pipoca, confeitos; são os que nada têm,nada possuem e cujos filhos, crianças ainda, passam o dia de porta em porta a mendigar uma comidinha para si e para os seus outros irmãos;  são rapazes, os ajudantes de armazéns, das madeireiras, das casas de construção. Um pouco mais acima da pirâmide, ficam os pequenos proprietários, os que possuem um pedaço de terra, mas o qual é tão pequeno, que para alimentarem a família e fazerem a semente para o inverno que de novo há de vir, se Deus quiser, são “obrigados” a entrarem em relação com os médios e grandes proprietários, os quais possuem mais terra e com os quais deixam parte da produção. São esses médios e grandes proprietários, que junto com os grandes comerciantes, funcionários públicos e profissionais liberais formam o topo da pirâmide social.
Por sua vez, os comerciantes mais solidificados no município foram os que conseguiram firmarem-se como atravessadores, tanto na época do algodão quanto no ciclo do feijão, culturas que tiveram seu ponto alto no município, a primeira, nas primeiras décadas do século XX e, a segunda, nas últimas décadas daquele mesmo século, época em que a cidade era conhecida como a “terra do feijão”.

### Comunidades
De acordo com a metodologia adotada pelo IBGE (Instituto Brasileiro de Geografia e Estatística) para a realização do censo, o município foi dividido em 15 áreas, sendo três (03) na sede do município e doze (12) na zona rural. Dentre as comunidades rurais, merecem destaque: Mocambo, Arara, Inácio Alves, Curisco, Pau d’Arco, Boa Vista, Lagoa, Riacho do Meio, Minadouro, Domingos Ferreira, Queimadas, Bonito, Cacimbinha, Cumbre, Castanheira, Olho d’Água Seco, Pitomba, Lajedo Bonito, Manoel do Mato, Macambira e os distritos de Jurema, Belém e Silvestre.

## Economia
Algodão herbáceo, arroz, batata-doce, cana de açúcar, fava, feijão, mamona, mandioca, pão e milho, são as principais lavouras temporárias, presentes na região, sendo que o destaque é sem dúvida para o feijão, o milho e a mandioca. Dentre as culturas permanentes sobressaem-se o algodão arbóreo e as frutas, com destaque para o caju, a goiaba e a manga.
As famílias dos pequenos agricultores, com melhores condições financeiras, possuem vacas, cujo leite algumas famílias manufaturam nas próprias casas, obtendo-se então, o queijo e a manteiga, produtos que são consumidos internamente pelas famílias e, também, comercializados nos próprios sítios. São criados, ainda, porcos, caprinos e galinhas, que além de servirem para o consumo familiar, chegam a movimentar um pequeno comércio, o qual vem sendo cada vez mais, ocupado pelos atravessadores.
O comércio local é composto de pequenas mercearias, casas de construção, madeireiras, bares, boates, clubes dançantes, lojas de roupas. A maioria dos estabelecimentos localizados na área urbana do município é propriedade de funcionários ou de agricultores médios e, ainda, de ex-agricultores, isto é, pessoas que se aposentaram na agricultura, venderam suas terras e se estabeleceram na cidade passando a investir no negócio.
Existem, ainda, alguns casos de médios e grandes agricultores, que passaram a investir no negócio, sem, contudo, abandonarem a agricultura. Nos sítios o comércio é composto quase que exclusivamente de bares-mercearias, isto é, um mesmo estabelecimento, em geral muito pequeno e ligado à casa do proprietário, onde se vendem bebidas e alguns poucos gêneros alimentícios e materiais de limpeza. Há, também, uma rede de comércio ambulante, portanto, feito de porta em porta, por vendedoras/es de roupas e acessórios como bijuterias, maquiagens, utensílios domésticos etc., e que é movimentada, sobretudo por jovens mulheres. Este tipo de comércio está presente tanto nos sítios e povoados como na sede do município. Ainda nesta rede de comércio ambulante podemos incluir os feirantes, isto é, os vendedores de roupas e bijuterias, cereais, frutas e verduras, animais (bovinos, suínos e ovinos), são os que “fazem as feiras”, que percorrem diferentes praças de mercados1, localizadas nos diferentes municípios da região, em diferentes dias da semana. Em Tavares a feira acontece às segundas-feiras, em Princesa Isabel, Juru e Água Branca, aos sábados; mas, há feiras mais distantes, como as de Afogados e Tabira, municípios pernambucanos, que acontecem, respectivamente, nas quartas e quintas-feiras.
Pelos circuitos das feiras circulam pessoas e mercadorias. O raio que tais fluxos abrangem varia bastante; muitos feirantes ficam apenas na feira local; outros ‘fazem’ também as feiras dos municípios vizinhos; alguns se deslocam para mais longe: Tabira (vendedores/compradores de suínos e bovinos e matérias primas: ferro, couro etc.); Afogados.PE, onde a procura é por gênero alimentício; Patos, Caruaru e Serra, os dois últimos, municípios pernambucanos que se destacam pelo comércio de roupas e acessórios: brincos, maquiagens etc.
Uma parte muito pequena da população é formada por funcionários públicos municipais e estaduais; são professores/as e demais profissionais ligados à educação – merendeiras, secretárias/os, auxiliar de serviços etc. -, ou à saúde – enfermeiras/os, auxiliares de enfermagem, técnicos em laboratórios etc.
No setor de serviços sobressaem-se o alugado e a construção civil. O primeiro é um trabalho que beneficia, sobretudo, os jovens do sexo masculino.
Tanto no período de pico da semeadura e da colheita – período da estação chuvosa – como no período do verão, é comum as contratações ou os “chamados” como é denominada na região, de jovens e adolescentes, por pequenos e grandes agricultores. Durante o inverno, os trabalhos mais procurados são: aração, visto que nem todas as famílias possuem bois e arados; plantio e limpa. No verão, são comuns os chamados para “fazer cerca”, isto é, consertar os arames que cercam as roças e/ou os terrenos dos agricultores ou, ainda, preparar o terreno para o plantio.
Já na construção civil, os serviços mais requisitados são os de pintor e de pedreiro. Tais serviços são realizados por homens adultos, acompanhados muitas vezes de adolescentes e jovens que são denominados de ‘ajudantes’ de pedreiro e/ou de pintor. É bastante comum encontrarmos famílias inteiras que se dedicam a esta atividade e cujos membros acabam sendo conhecidos e reconhecidos na “comunidade” pela sua “arte”, isto é, seu capital cultural adquirido no setor em questão.

## Organização Popular e Comunitária
Em termos de organizações comunitárias ressalta-se a existência de várias associações comunitárias rurais, ao todo são vinte e duas associações desta natureza, localizadas nos sítios e povoados, algumas destas criadas por políticos locais e outras como resultado de um trabalho de base organizado pela igreja Católica; existem ainda, dois sindicatos, sendo um de trabalhadores rurais e outro de profissionais da educação (Sindicato dos Trabalhadores em Educação do Município de Tavares.PB – SINTEMT), além de uma rádio comunitária (Rádio São Miguel – FM) mantida pela Associação Comunitária São Miguel – ACOSAMI. Outros espaços organizativos e participativos são os conselhos setoriais (da saúde, da criança e do adolescente, tutelar etc.), os times de futebol, as diversas pastorais ligadas à igreja católica e alguns grupos ligados às igrejas evangélicas, a exemplo da Mocidade.
Aparelhos e Instituições Sociais:
Educação – existe no município uma escola da rede estadual que atende a população urbana e rural, oferecendo educação do ensino fundamental ao segundo grau médio, antigo científico, a mesma funciona na cidade e em um dos três povoados, atendendo aí, alunos do fundamental à oitava série. Existem, ainda, várias escolas rurais que fazem parte do sistema municipal e que oferece educação do fundamental até a oitava série, sendo que as duas últimas fases do primeiro grau – 5ª a 8ª série – são oferecidas apenas nos povoados. Para os que terminam o segundo grau, existe a possibilidade, dependendo das condições familiares, de cursarem um curso nos municípios de Afogados.PE (enfermagem) ou Patos (Computação); fazerem um curso em Serra Talhada.PE, João Pessoa ou, mesmo, Campina Grande. Como se percebe, as trajetórias são múltiplas e as opções variam de acordo com as condições e possibilidades familiares;
Saúde – A cidade conta com um hospital de pequeno porte e alguns postos de saúde espalhados, todos eles, pela zona urbana (cidade e povoados). O atendimento ainda é precário: os casos de saúde com um grau de seriedade maior são encaminhados para tratamento fora da cidade, em municípios maiores, como Serra Talhada, João Pessoa ou Campina Grande, escolha esta que vai depender de múltiplos fatores, sendo o principal dele a existência de algum familiar nessas localidades.

## Cultura
O Município possui três praças centrais, localizadas todas na sede, aproximadamente 5 danceterias (boates) localizadas todas nos sítios e povoados e dois clubes dançantes: Palmerião Clube localizado na sede do município e o Ferreirão (Sítio Domingos Ferreira). Outro espaço de lazer são os bares e campos de futebol existentes tanto na sede quanto nos sítios e povoados.
Encontram-se, ainda, os campos de vaquejada, esporte muito valorizado no município, cujos vaqueiros, em épocas não tão distantes, décadas de 80, realizava grandes torneios, pelo qual a cidade ficou conhecida na região e, também, fora da região. Era comum, em dias de vaquejadas, a cidade ficar tomada por verdadeiros bandos de vaqueiros oriundos da região e mesmo de locais distantes, como Recife, João Pessoa etc. Todavia, na década de noventa, esse esporte perdeu muito do brilho local, vindo a ressurgir nos dias atuais, em alguns sítios a exemplo do Sítio Minadouro, onde os ruais estão fazendo seus próprios campos e organizando seus próprios eventos (vaquejadas).

### Circuito de festa
O município conta com um calendário festivo, ligado, sobretudo, aos santos do catolicismo popular: último de maio, São João, São Pedro e Padroeiros, tanto da cidade (São Miguel), quanto das várias comunidades, como bem explica o senhor Manoel Leite da Silva (ex-prefeito municipal)
Aqui no município de Tavares tem uma tradição de muitas festas…eu mesmo começo dia 19 de janeiro, dia de São Sebastião a quarenta e sete anos que sou noiteiro no dia 19 véspera de São Sebastião no Lajedo Bonito…vem dia de São José, na Macambira que sou noiteiro e tem que ter a presença nessa festa…tem Santo Antônio no Mocambo que a gente tem que tá presente, fazer, levar um conjuntozinho, umas coisas, para fazer aquela festa…e é tantas que a gente nem sabe..tem são Domingos no Domingos Ferreira…Tem São João, lá nas Batingas, aí começa a festa de São Francisco em Jurema, de Nossa Senhora no Belém, tem a do Silvestre, tem a festinha de Nossa Senhora do Carmo que se Deus e São Miguel nos ajudar ela se realiza…dia 16 é a última noite…de julho… vai completar 18 anos, que todo ano eu faço essa festinha de nossa senhora que é uma promessa que eu tenho…(M.L.S, 82 anos)''
Tavares conta com uma das maiores festas da região, o Forrojão.[carece de fontes?] A festa é realizada a partir do dia 31 de maio e dura três dias, nesse mesmo dia era realizada uma festa antes que a o então prefeito José Severiano de Paulo Bezerra da Silva decidiu prolongar por mais dois dias criando então a festa do Forrojão, festa em comemoração a safra do feijão.

### Religião
É forte a presença da religião, sobretudo do Catolicismo popular, o que também é uma característica das sociedades camponesas. Porém nos últimos anos, vêm se intensificando a presenças das Igrejas evangélicas, embora a população seja predominantemente católica, já existem, em todo o município, quatro instituições religiosas evangélicas que são as Igrejas: Igreja Congregacional, e Assembleia de Deus, Igreja Ação Evangélica e Igreja Batista.

### Bibliográficas
- SILVA, Marcelo Saturnino. Formas de Sociabilidade Juvenis e Construção dos Espaços Rurais no Município de Tavares. Campina Grande:UFCG, 2005 (Projeto de Pesquisa).
- SILVA, Marcelo Saturnino. Entre o Bagaço da Cana e a Doçura do Mel: migrações e as identidades da juventude rural. Campina Grande:UFCG, 2006 (Dissertação de Mestrado).